# Місце підпису

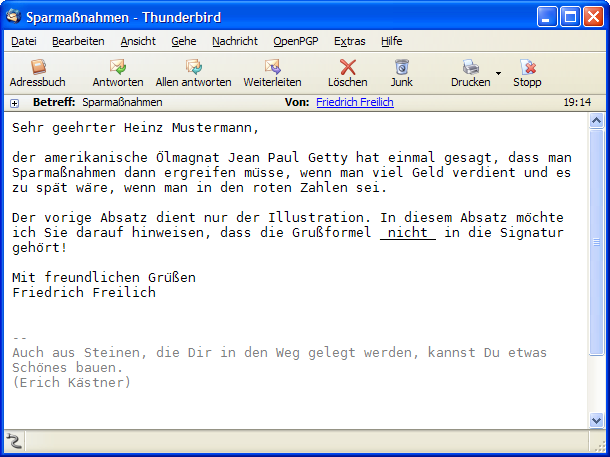
Приклад підпису в поштовому клієнті Mozilla Thunderbird

Місце підпису (часто скорочується як підпис, sig block, sig-file, .sig, siggy або просто sig від англ. signature block) — це персоналізований блок тексту, який автоматично додається внизу повідомлення електронної пошти, статті Usenet або допису на форумі.

## Електронна пошта та Usenet
Підпис електронної пошти — це блок тексту, доданий в кінці повідомлення електронної пошти, який може містити ім'я, адресу, адресу, номер телефону, інформацію про відмову від відповідальності або іншу контактну інформацію відправника.
Загальноприйняті в інтернет-культурі правила передбачають використання простого тексту ASCII, оскільки вони з'явились значно раніше за MIME та HTML в електронній пошті. Зазвичай блоку підпису складається з одного чи кількох рядків, що містять коротку інформацію про автора повідомлення, наприклад, номер телефону та адресу електронної пошти, URL сайту, що належать автору, а також часто цитата (періодично автоматично генерується такими інструментами, як Fortune) або ASCII-зображення.
```
 | \ _ / | ****************************   (\ _ /)
  / @ @ \ * "Дуже приємно" *              (='.'=)
  (> º <) * Білий кролик *               (") _ (")
  `>>x<<´(krolyk@example.com) *
   / О \ **************************** 
```

Більшість клієнтів електронної пошти, зокрема Thunderbird, вбудований поштовий інструмент браузера Opera, Microsoft Outlook, Mailbird, Outlook Express та Eudora, можуть бути налаштовані для автоматичного додавання підпис до кожного нового повідомлення. Скорочена форма блоку підпису (іноді її називають «рядком підпису»), що включає лише ім'я, часто з розпізнавальним префіксом, може бути використана для простого позначення кінця повідомлення або відповіді. Більшість серверів електронної пошти можуть бути налаштовані також для додавання підписів електронної пошти до всієї вихідної пошти.

### Генератор підписів електронної пошти
Генератор підписів електронної пошти — це додаток або вебдодаток в інтернеті, який дозволяє користувачам створювати розроблений підпис електронної пошти за допомогою попередньо виготовленого шаблону (без необхідності навичок кодування HTML).

### Підписи у публікаціях Usenet
Блоки підписів також використовуються в дискусійній системі Usenet.

### Підписи в бізнесі
Компанії часто автоматично додають блоки підписів до повідомлень або мають власні вимоги щодо певного стилю. За змістом вони, як правило, нагадують стандартні візитівки з логотипом компанії. У деяких випадках vCard приєднується автоматично.
Ділові електронні листи можуть також використовувати деякі елементи, передбачені місцевими законами:
- Німеччина вимагає від компаній розкривати назву компанії, реєстраційний номер, місце реєстрації у будь-яких електронних листах.[2]
- Ірландія вимагає розкривати інформацію про те, чи компанія діє на території країни.
- Нормативні правила торгівлі Британії вимагають вказівки цієї інформації у всіх електронних листах обмежених компаній.[3]

Ці бюрократичні вимоги були започатковані для паперової кореспонденції і згодом електронна пошта отримала такі ж вимоги.

### Стандартний роздільник
Стандарт [rfc:3676 UseC RFC 3676] Usenet вказує, що блок підпису повинен відображатися як звичайний текст шрифтом фіксованої ширини (без HTML, зображень чи іншого т. зв. Rich Text) і повинен бути відмежований від тіла повідомлення одним рядком, що складається з рівно два дефіси, після чого пробіл, а потім кінець рядка (тобто, в С — позначення : "--   \n").
Більшість клієнтів електронної пошти та Usenet (включаючи, наприклад, Mozilla Thunderbird та K-9) розпізнають роздільник «Пробіл тире» і відрізають під ним підпис під час вставки цитати вихідного повідомлення у вікно композиції для відповіді.

## Інтернет-форуми
На вебфорумах правила щодо форматування блоку підпису часто менш суворі, оскільки браузери, як правило мають менше обмежень. Зазвичай користувачі визначають свій підпис як частину профілю. Залежно від можливостей форуму, підписи можуть варіюватися від простого рядка чи двох текстів до детально побудованого фрагмента HTML із анімацією. Часто допускаються зображення, в тому числі динамічно оновлювані. У деяких випадках аватари або хакергочі беруть на себе частину ролі підписів.

## FidoNet
У FidoNet програмне забезпечення електронної та мережевої пошти часто додає підпис у перший рядок в кінці повідомлення. Це вказує на адресу FidoNet та назву системи. Користувач, який публікує повідомлення, як правило, не матиме контролю над початковим рядком.

## Дивитися також
- Атрибуція (авторські права)
- ASCII-графіка
- Фідонет
- Емодзі
- Електронна пошта